# Palamades (lendas arturianas)
Palamades é uma personagem das lendas arturianas que aparece na lenda medieval Tristão e Isolda e, mais tarde, no livro A Morte de Arthur, do romancista inglês Sir Thomas Malory.
Palamedes persegue o amor não correspondido de Isolda se tornando o maior inimigo de Tristão. Os dois entram em diversas disputas e se enfrentam em batalha inúmeras vezes. Eventualmente, Palamedes se coloca a perseguir a Besta Ladradora, uma missão originalmente de Sir Pellinore. Com a ajuda de Sir Percival e Sir Galahad, Palamedes consegue capturá-la.[carece de fontes?]